# Nuitonia

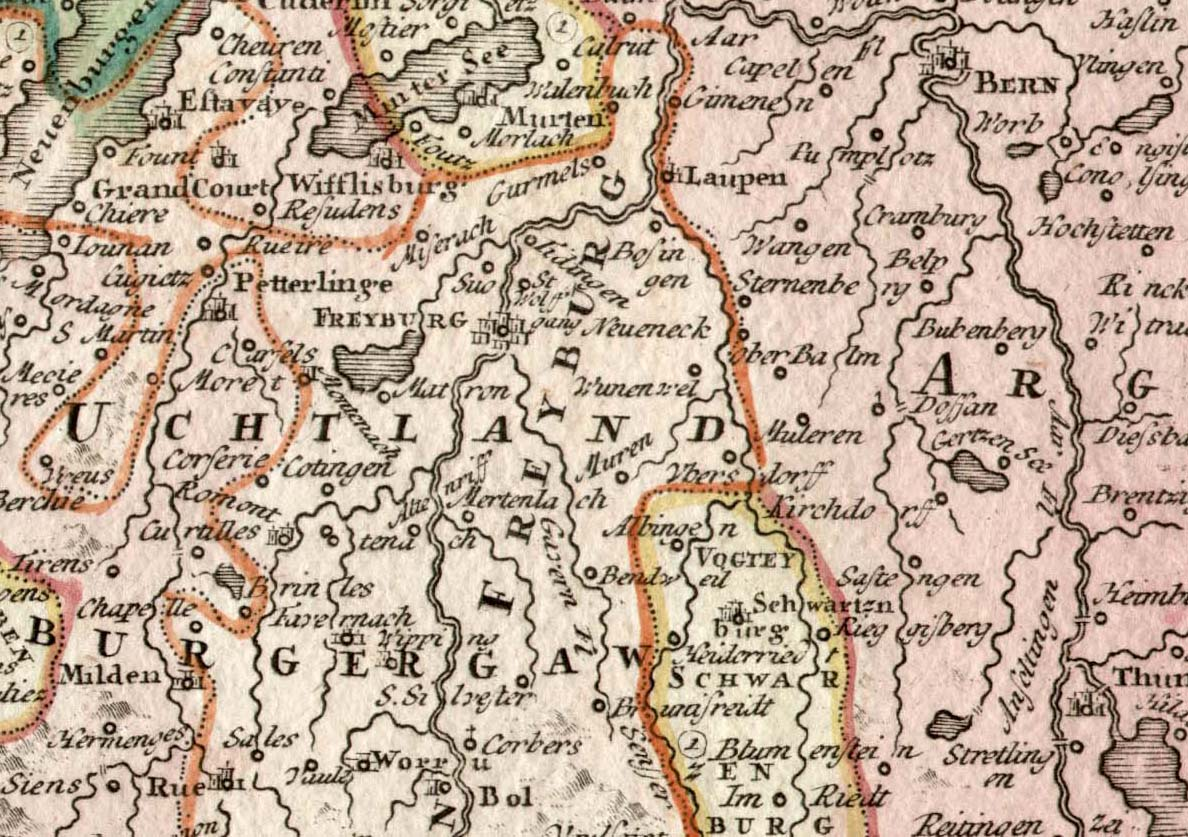
La Nuitonia (Üechtland) su una mappa del 1732

La Nuitonia (in francese Nuithonie o Nuitonie, in tedesco Üechtland) è una regione della Svizzera occidentale, che include la città di Friburgo.

## Utilizzo
L'appellativo Nuitonia è tuttavia obsoleto ed è utilizzato solo nella sua traduzione tedesca per indicare la città di Friburgo, chiamata Freiburg im Üechtland, per distinguerla da Friburgo in Brisgovia.